# Abigor
Gli Abigor sono una band black metal nata a Vienna nel 1993.

## Storia del gruppo
Il gruppo viene formato da Peter Kubik e Thomas Tannenberger a cui si aggiunge, dopo poco tempo, Rune (ora conosciuto come Tharen) nel ruolo di cantante.
Il primo demo, intitolato Ash Nazgh è stato pubblicato nell'autunno 1993, a cui seguono Lux Devicta Est, Promo 94 e Moonrise. Tharen viene cacciato dalla band a causa della sua passività e della mancanza di impegno, il suo posto viene così preso da Michael Gregor aka Silenius con cui viene registrato il quinto demo In Hate & Sin - Rehearsal 05/1994.
Nello stesso anno riescono a firmare un contratto per la Napalm Records austriaca e in giugno viene pubblicato l'album di debutto Verwüstung/Invoke the Dark Age.
Dopo l'Ep Orkblut - The Retaliation, un concept che racconta la vita di un guerriero pagano, e la partecipazione ad una compilation della stessa Napalm, nel maggio 1995 esce Nachthymnen (From the Twilight Kingdom).
Nel luglio 1996 vede la luce Opus IV e dopo il secondo Ep Apokalypse è la volta di Supreme Immortal Art, registrato a cavallo tra il 1997 e il 1998 capace di riscuotere un buon successo e che porta alla pubblicazione di una raccolta contenente le migliori tracce comparse nei demo della band intitolata Origo regium 1993-1994.
Da gennaio a marzo 1999 gli Abigor sono impegnati nelle registrazioni di Channeling the Quintessence of Satan, durante le quali però il cantante Silenius abbandona per motivi personali, il nuovo cantante è dunque Thurisaz e l'album viene pubblicato il 17 maggio 1999.
L'anno successivo viene rinnovato il contratto con la Napalm Records e nel 2001 esce Satanized (A Journey Through Cosmic Infinity).
In maggio però Thomas Tannenberger lascia la band a causa di contrasti con gli altri membri e al suo posto subentra Moritz Neuner.
L'ultimo album della band, Fractal Possession, è datato 2007, e decretò il passaggio della band a sonorità più legate all'industrial metal.
Il 2 settembre 2024 la band ha comunicato la morte di P.K. che sembrerebbe essersi suicidato.

## Formazione

### Formazione attuale
- - Michael Gregor - voce (1994-1999, 2014-2020, 2020-oggi)
  - Thomas Tannenberger – basso, batteria, chitarra (1993–1999, 2006–oggi)

### Ex componenti
- Peter Kubik - chitarra, basso (1993 - 2024)
- Tharen - voce (1993 - 1994), tastiere (1993 - 1998)
- Silenius - voce (1994 - 1999)
- Þurisaz - voce, basso (1999 - 2001)
- Stefan Fiori - voce (2001 - 2003)
- Moritz Neuner - batteria (1999 - 2003)

### Ospiti
- Lucia-M. Fåroutan-Kubik - sintetizzatore
- Elisabeth Toriser - voce su Nachthymnen (From the Twilight Kingdom)

## Discografia
Album in studio
- 1994 - Verwüstung/Invoke the Dark Age
- 1995 - Nachthymnen (From the Twilight Kingdom)
- 1996 - Opus IV
- 1998 - Supreme Immortal Art
- 1999 - Channeling the Quintessence of Satan
- 2001 - Satanized (A Journey Through Cosmic Infinity)
- 2007 - Fractal Possession
- 2010 - Time Is the Sulphur in the Veins of the Saint - An Excursion on Satan's Fragmenting Principle
- 2012 - Quintessence
- 2014 - Leytmotif Luzifer (The 7 Temptations of Man)
- 2018 - Höllenzwang (Chronicles of Perdition)
- 2020 - Totschläger (A Saintslayer's Songbook)

Compilation
- 1998 - Origo Regium 1993-1994
- 2000 - In Memory...
- 2004 - Verwüstung / Invoke the Dark Age - Opus IV
- 2004 - Nachthymnen (From the Twilight Kingdom) / Orkblut - The Retaliation
- 2008 - Apokalypse & Origo Regium 1993-1994
- 2019 - Four Keys to a Foul Reich (Songs of Pestilence, Darkness and Death)
- 2020 - 1993 - Entering the Kingdom of Darkness

EP
- 1995 - Orkblut - The Retaliation
- 1997 - Apokalypse
- 1998 - Structures of Immortality
- 2000 - In Memory
- 2004 - Shockwave 666
- 2016 - Kingdom of Darkness
- 2018 - Black Icarus / Metamorphosis

Demo
- 1993 - Ash Nazg
- 1993 - Lux Devicta Est
- 1994 - Promo '94
- 1994 - Moonrise
- 1994 - In Hate & Sin - Rehearsal 05/1994
- 2015 - Supreme Immortal Art (Instrumental 1997)